# 盆景

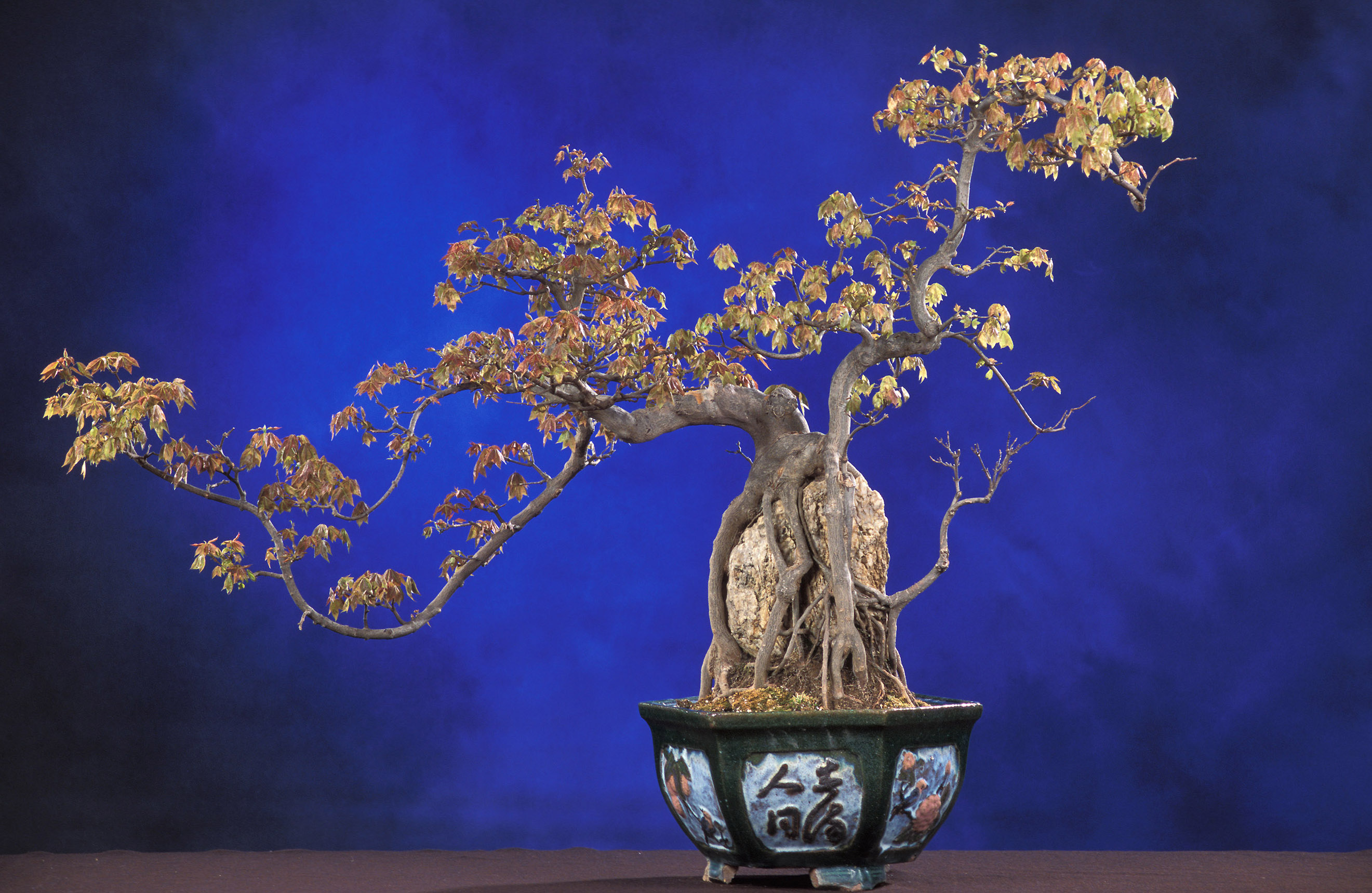

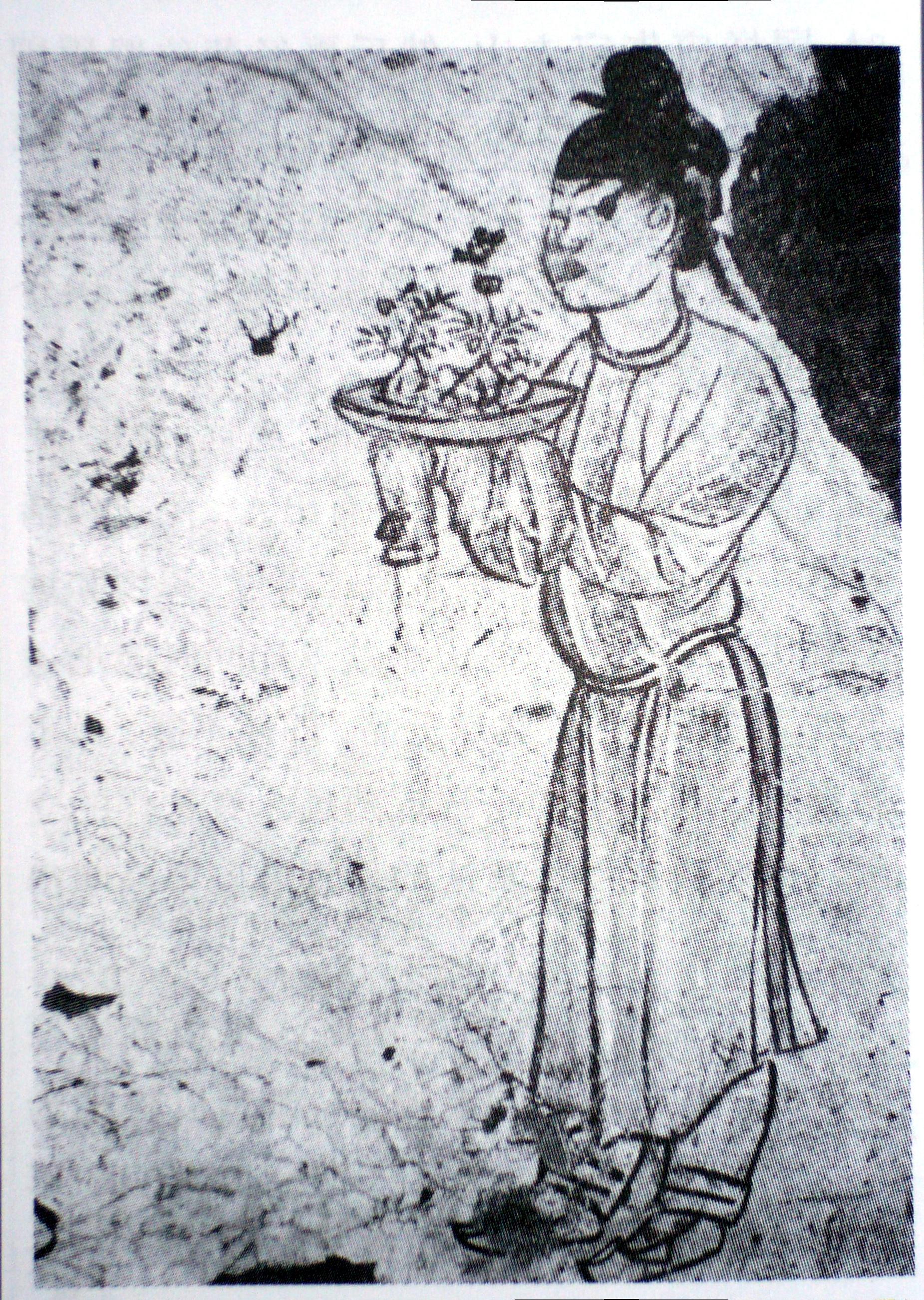
唐章怀太子李贤墓(706年)壁画盆景

盆景（盆栽）是在中國发明，之后传到東亞文化圈特有的一種傳統藝術，約有一千二百多年歷史。
盆景通過在一個有孔盆器中種植植物，點綴山石，等組合而成，以寓大於小的手法，表現一種大自然的意境以及山林古木的縮影，並可從中看到四季的變化。
盆景藝術千餘年的傳承，歷經許多的自然災害與社會動盪，終成為中華及東亞文化的重要一環，更是世界文化不可或缺的一角。

## 历史
河北望都东汉古墓壁画中画有红花园盆，底有方架座，已是观赏盆栽。唐章怀太子李贤墓（706年）壁画中内侍手托浅盆，内栽两小树。西安中堡村唐墓出土唐三彩砚，反映唐代山水盆景。文震亨认为插花器物“贵铜、瓦，贱金、银”。屠隆描述：“盆景以几案可置者为佳，其次则列之庭榭中物也。最古雅者，如天目之松，高可盈尺，其本如臂，针毛短簇，结为马远之欹斜诘曲，郭熙之露顶攫拿，刘松年之偃亚层叠，盛之昭之拖拽轩翥等状，栽以佳器，槎牙可观。更有一枝两三梗者，或栽三五窠，结为山林，排匝高下参差。更以透漏窈窕，奇古石笋，安插得体，置诸中庭。对独本者，若坐冈陵之巅，与孤松盘桓;对双本者，似入松林深处，令人六月忘暑。”龚自珍“辟病梅之馆”，加以“疗之，纵之，顺之。毁其盆，悉埋于地，解其棕缚，以五年为期，必复之全之”。

## 盆景流派
1. 岭南派
2. 川派
3. 苏派
4. 扬派
5. 海派
6. 徽派
7. 通派
8. 閩派

## 盆景藝術
盆景造型注意結構，結構之美，貴在和諧。結構還涉及層次。層次由樹木主幹上的枝葉位置和鋪展狀態所形成，以自然和諧為佳。創作盆景，除了植物自身，還要選擇合適的支架、盆具，有時還得配合以奇石。這些，都要遵守協調、和諧的原則。

## 盆景與鑑賞
中國盆景、歷史、文化背景源遠流傳，是大自然的縮影，取大自然之優，去大自然之劣，以人工思維模仿大自然的方式，
以形小相大來表現，是「無言的詩詞，活的藝術品」。如何欣賞盆景可分三個方面，即景象、意象和形象三種謂之三象。

### 景象
即盆景的景，從景緻、景色方面欣賞。其樹幹如龍，枝如屈鐵、葉如翠雲，蒼翠欲滴的古拙，窈窕豔麗鮮花，豐滿芬芳的果實，無不使人們感受到生命脈搏的顫動，為我所感受出生命雀躍的動力，在優美的盆景之前蹴立，更讓人感受到愉悅的滿足，獲得美的享受，壯大而美麗的風景和景象使人的頭腦思緒和內心的感性，得到充實飽滿。

### 意象
即情感或意境，從造形自然，景色優美的盆景作品的內在情感或蘊含的意境到其表現空間之美、平衡之美和疏密調和之美無不表現「寫景」的意境。在欣賞以意境取勝的盆景同時，使人感到彷彿置身於自然曠野的真實情境中‧那嶙峋古木壯闊的山林投映的清晰景象與畫面，使人幻想置身於山林中的感受，如一些直幹式、雙幹式、連根式和斜飄式，懸崖式的盆景應該是蘊藏有情，這就需要細心的觀察琢磨。一件優美的盆景作品，不但要以景感人，而且要以情感人‧寓情於景，由景的展開而變為情的表達，在表達的程度上，有輕微、有強烈。情感表達強烈的盆景一般歸屬「寫意」類，其造形姿態是傳情傳意的主要手段，懸崖式和斜飄式盆景就是透過樹幹，在不違反自然原則下揉變形、順其意，以材造樹，注重意境使盆景藝術達到最高之真、善、美的境界。使欣賞者獲得創造性，從而就能對盆景進行再創造更加充實盆景的藝術內容提升欣賞者的審美感受。

### 形象
即盆景的形式結構，從盆景形式結構的巧妙性和盆景制作的高度技巧創作出前短疏後長密，上細密下粗疏，外茂密內空疏的景象，在進行調矯時，巧妙性和技巧能使人們的美感從小型盆景的小巧精緻又有大樹格局的模樣。中、大盆景盆景從模範樹型，蟠扎技法，從嚴僅的佈局技法，表現出盆景宏偉景緻，這些盆景都能誘發人們欣賞的情趣，一盆沒有情感的形象盆景就不是好盆景，如景體臃腫、雜亂重心不穩，比例失調等，都是不美仰或有缺陷的盆景。而格調高尚、賓主分明，顧盼呼應，虛實相生、疏密得當，剛柔並濟、視覺中心明確，樹勢關係和諧，節奏鮮明、創作手法新穎、生動簡潔完整、均衡的景象，既有變化與自然法則無衝突，技術處理乾淨俐落，即是別開生面，氣韻生動，具有生命力的盆景，一件活生生的藝術。

## 常用於盆景的植物
- 羅漢松
- 台灣五葉松
- 朴樹
- 槐樹
- 鐵線蕨
- 發財樹
- 月橘
- 真柏
- 圓柏
- 紅豆杉
- 魚鱗雲杉
- 柳杉
- 杜松
- 黑松
- 赤松
- 歐洲落葉松
- 日本落葉松
- 落羽松
- 榔榆
- 榆樹
- 鵝耳櫪
- 櫸樹
- 青楓
- 出腥腥掌葉槭
- 楓香
- 台灣三角楓
- 漆樹
- 馬拉巴栗
- 樹馬齒莧
- 富士櫻
- 大島櫻
- 豆櫻
- 姬林檎
- 三葉海棠
- 西府海棠
- 衛茅
- 西南衛茅
- 姬山茶
- 山茶
- 皋月杜鵑
- 山橘
- 六月雪
- 李氏櫻桃
- 西印度櫻桃
- 福建茶
- 楓港柿
- 老鴨柿
- 日本野茉莉
- 雪柳
- 薔薇
- 菖蒲
- 姬菖
- 劍蒲
- 紫陽花(山繡球)
- 圣柳
- 八角堂柳
- 雲龍柳
- 銀柳
- 雲龍柑
- 雲龍杉
- 內門竹
- 鳳凰竹
- 風竹
- 文竹
- 金露花
- 海南山菜豆
- 蘭嶼裸實
- 刺裸實
- 台東火刺木
- 玉羊齒
- 黃金風知草
- 枸杞
- 木通
- 石化檜
- 黃槿
- 木槿
- 朱槿
- 縮緬葛
- 定家葛
- 海埔姜
- 黃荊
- 香水梅
- 長壽梅
- 蠟梅
- 梅
- 菊
- 薈蘭屬
- 虎杖
- 膜葉捲柏
- 正榕
- 虎刺
- 山素英
- 垂榕
- 鋪地柏
- 清水圓柏
- 扁柏
- 側柏

## 盆景书籍（免费的电子书）
- 中国盆景制作技艺 作者：徐晓白
- 盆景制作与养护 作者：马文其
- 盆景制作与养护 作者：卜复鸣
- 盆景制作技法与鉴赏 作者：周武忠